# Museo di archeologia e antropologia dell'Università di Cambridge
Il Museo di archeologia e antropologia dell'Università di Cambridge (in inglese Museum of Archaeology and Anthropology, University of Cambridge, sigla MAA) è uno storico e grande complesso museale didattico della città di Cambridge, con collezioni contenenti artefatti archeologici ed etnografici provenienti da tutto il mondo. Il museo è collocato a Downing Site, all'interno del campus universitario, all'angolo tra Downing Street e Tennis Court Road.

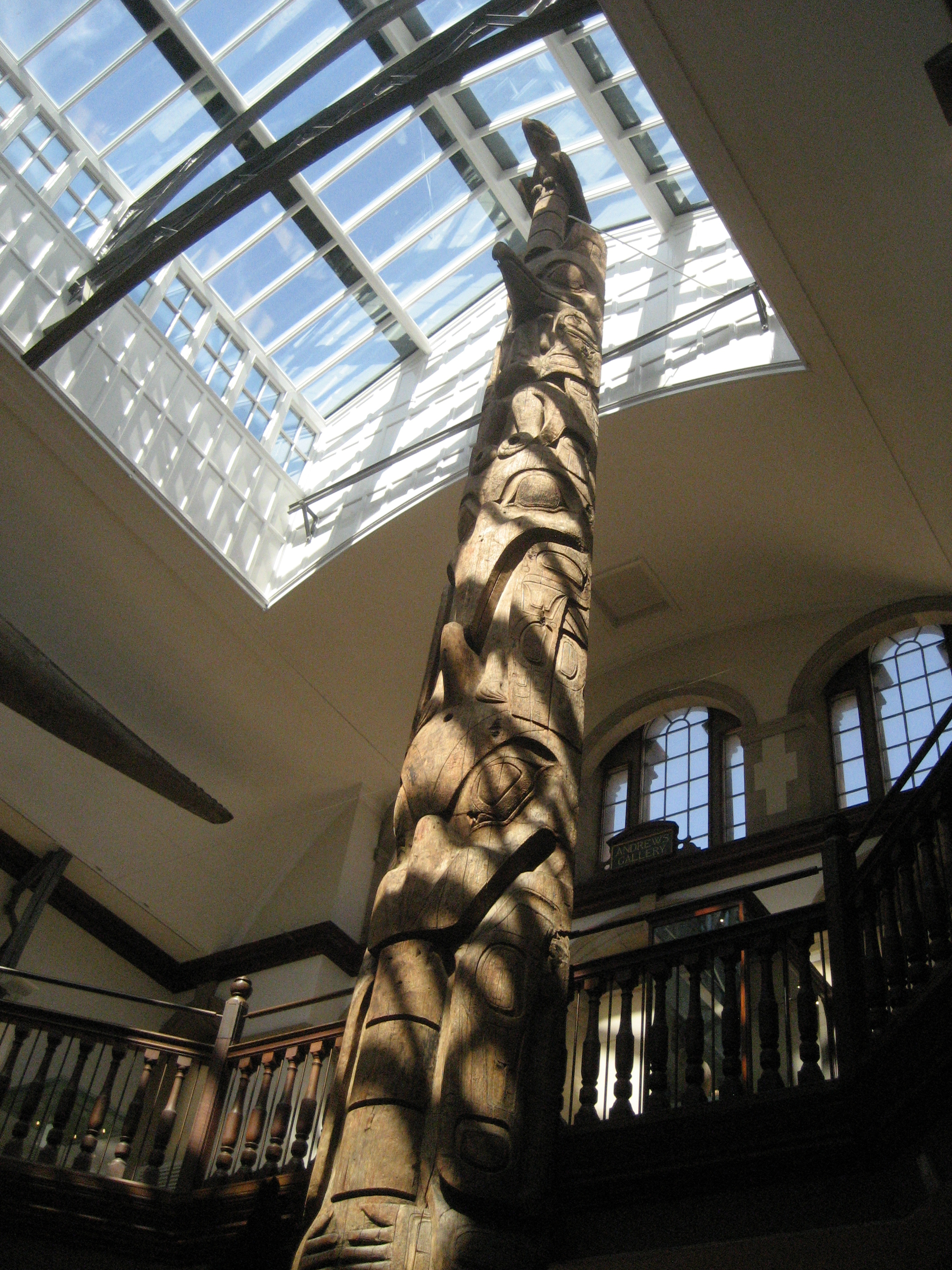
Totem (Tanu)
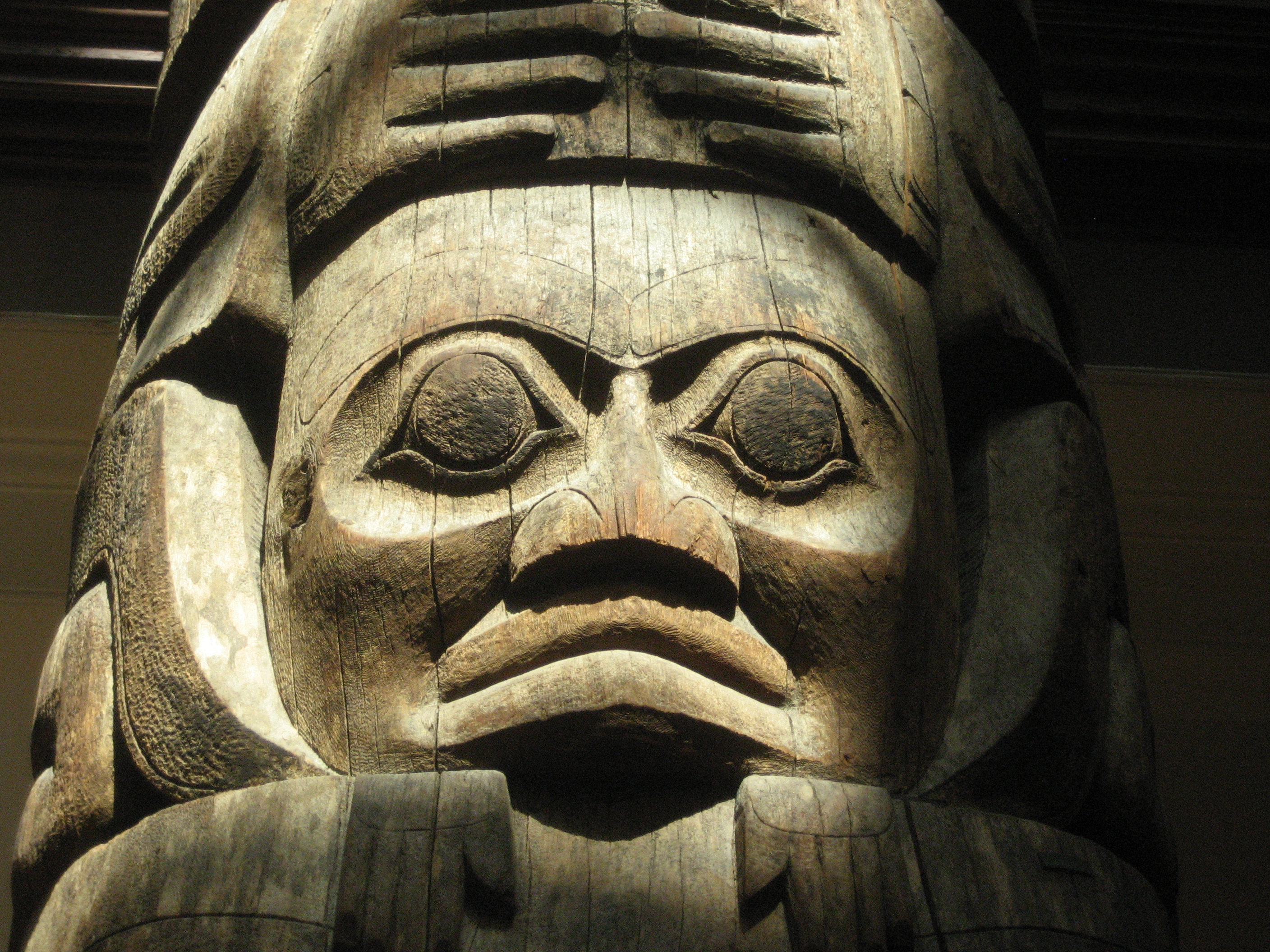
Totem (Tanu) (frammento)
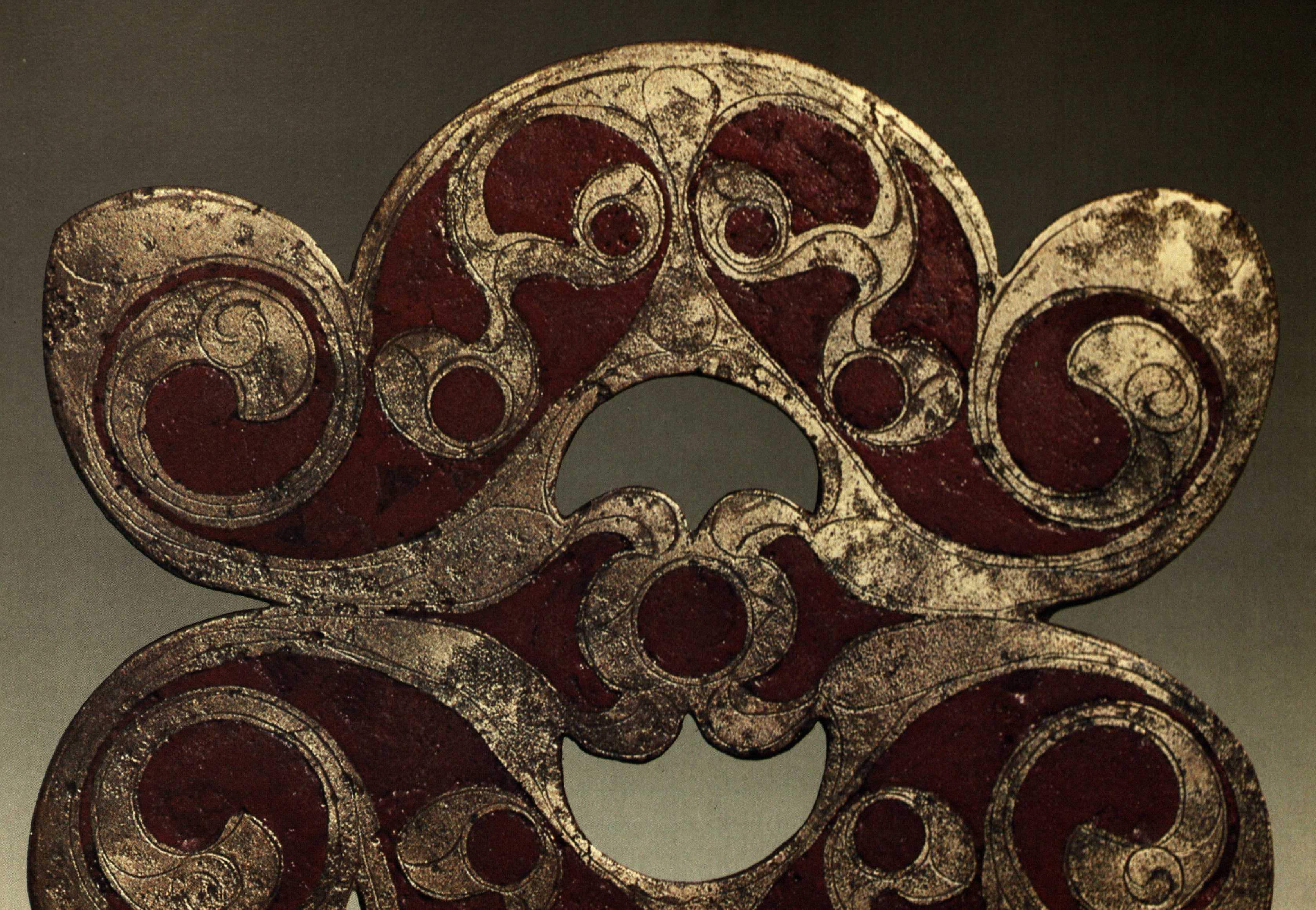
Bronzo (Norfolk)
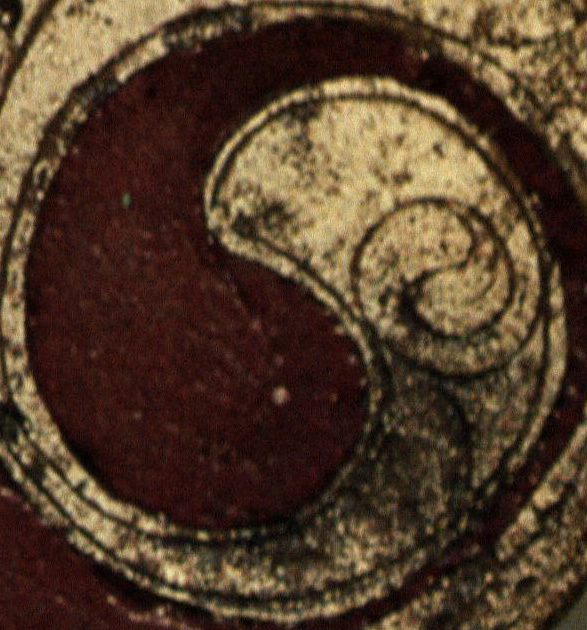
Bronzo (Norfolk) (frammento)